# Altérité et transcendance

Altérité et transcendance est un recueil d'articles du philosophe français Emmanuel Levinas écrits de 1967 à 1989, réunis et publiés en 1995. Ils mettent en valeur la place accordée au visage de l'autre dans la philosophie de Levinas pour discerner une transcendance qui avait été jusqu'ici abordée marginalement par la philosophie, préoccupée d'identifier transcendance et infinité divine ou au contraire de souligner l'immanence et la totalité de l'être.
Lorsque je regarde l'autre, il ne se dégage pas une identification à l'autre, une égalité de sujet. La relation est profondément dissymétrique : l'autre m'ouvre à la transcendance.

## Choix des articles
Les trois premiers textes sont des articles de vulgarisation philosophique, qui s'efforcent de présenter clairement les notions dans l'histoire de la philosophie, et d'y introduire l'utilisation de ces concepts par l'auteur, notamment la critique de la totalité comme refus du dehors.
Suivent quatre textes divers, qui dialoguent avec Martin Buber, qui fait prévaloir comme lui la relation à l'autre sur le rapport aux choses du cogito, le je-tu sur le je-cela.
Les textes 8, 9, 10 traitent du rôle de l'Europe par le prisme des droits de l'homme que Levinas fonde dans la confrontation au visage de l'autre. 
Deux entretiens closent le recueil, dont l'un consacré entièrement à la question de la mort.
1. « Philosophie et transcendance », L'Encyclopédie philosophique universelle, PUF, 1989
2. « Totalité et totalisation », Encyclopædia Universalis
3. « Infini », Encyclopædia Universalis
4. « Par delà le dialogue », Journal des communautés, 1967
5. « Le mot je, le mot tu, le mot Dieu », Le Monde, 1978
6. « Éthique et philosophie première. La proximité de l'autre », entretien avec Anne-Catherine Benchelah, Phréatique, 1986
7. Préface à Utopie et socialisme de Martin Buber, Aubier-Montaigne, 1977
8. « Interdits de la représentation et « droits de l'homme » », L'Interdit de la représentation, actes du colloque de Montpellier, Seuil, 1984
9. « Paix et proximité », Les Cahiers de la nuit surveillée, 1984
10. « Les droits de l'autre homme », Les Droits de l'homme en question, La Documentation française, 1989
11. Entretien avec Christian Cabanis, La Mort, un terme ou un commencement, Fayard, 1982: sur la mort
12. Entretien avec Angelo Bianchi, Hermeneutica, 1985

## Résumé

### «Philosophie et transcendance», 1989
« La recherche du lieu originel de cette idée de l'Infini et de sa transcendance est sans doute l'un des problèmes principaux de la philosophie » (p. 28)
Chez Plotin, l'origine de la transcendance est l'Un. Or les idées qui permettent de l'approcher sont du domaine du multiple. Seul un recueillement, un mouvement d'amour  permettrait l'union à l'Un; la philosophie, elle, est destinée à être malheureuse.
La pensée occidentale se replie sur l'immanence, mais conserve l'aspiration à l'Un; désormais, « le savoir se décrit comme remplissement, comme satisfaction d'une aspiration à l'objet » (p39) (Hegel et Husserl).
Pourtant la conscience intentionnelle se double d'une conscience non-intentionnelle, non-réflexive, qui est le lieu de l'attente de la transcendance. Cette conscience, devant le regard de l'autre, perd ses certitudes.

### «Totalité et totalisation»
La totalité (induction) peut être une intuition (Husserl : le tout est un contenu indépendant concret) par assemblage de tout ce que l'on connaît et par enchaînements logiques. Kant montre que les idées (du monde et de dieu) qui expriment la totalité, qui n'ont pas d'être sont des conditions d'intelligibilité : l'être donné est partiel, mais sans l'idée de totalité, la raison ne pourrait le penser.
Dans un deuxième temps, la totalité (déduction) au contraire peut être considérée comme vérité, (cosmos, histoire, système; cf Hegel) vers laquelle on tendrait. « Identification du rationnel et de l'être » [p59]
Pourtant la totalité n'est pas un assemblage de parties simples. C'est un assemblage complexe dont la totalité complexe rejaillit sur les parties, les rendant complexes comme partie du tout. C'est ce que Heidegger a appelé le « cercle herméneutique ».
Une dernière tradition philosophique refuse simplement ce désir de totalité : dualisme d'Anaximandre, au-delà de l'Essence de Platon et Plotin, transcendance du christianisme, débordement de l'être du Sollen fichtéen, durée bergsonienne, refus de l'unité chez Franz Rosenzweig.

### «Infini»
L'infini est Dieu, le tout autre : l'infini émerge progressivement dans la pensée théologique, Duns Scot puis Maître Eckhart reconnaissant en l'homme une capacité et un désir d'infini. Il se lie à l'idée de transcendance.
L'infini devient ensuite l'aune pour la connaissance du fini chez Campanella, Descartes, Malebranche, Pascal, Spinoza, Leibniz et influence les conceptions scientifiques.
Tout est infini : L'infini immanent, tel que l'a conçu Spinoza ou Hegel avec son idée de l'Esprit, suppose une complétude qui exclut tout au-delà, tout Autre. Spinoza part de l'Infini, qui se dégrade en apparence. Hegel intègre cette négativité même; la Raison dans l'histoire parvenant à l'Esprit, à la pensée de la pensée.
Le fini sans infini : avec Kant, le fini s'efforce d'être décrit sans le recours à l'infini. Celui-ci n'est qu'une idée régulatrice. Dans sa lignée œuvrent Husserl et Heidegger.
Infini et éthique : les philosophies du rapport à l'autre (Feuerbach, Kierkegaard, Buber, Gabriel Marcel) sont de ce point de vue un retour à un infini transcendant; l'Infini s'identifie à l'altérité, mais à l'altérité de l'autre.

### «Par delà le dialogue», 1967
Ce discours pour le cercle parisien de l'Amitié judéo-chrétienne de France souligne que le dialogue n'est pas un simple débat d'idées, puisque l'on est en face d'interlocuteur, ce qui nous force à rejeter nos instincts de violence pour les points les plus délicats du débat.

### «Le mot je, le mot tu, le mot Dieu», 1978
La philosophie tente de retourner au concret, à ce qui nous intéresse quotidiennement. Gabriel Marcel (Journal métaphysique) et Martin Buber (Je et tu)  ont tous les deux décrit les situations de dialogue: « je », le sujet; « tu » nécessaire au Dire. Le tu n'est pas l'ouverture à l'objectivisation, mais à la transcendance.

### «Éthique et philosophie première. La proximité de l'autre», 1986
Buber a distingué la relation Je-Tu de la relation Je-cela, de la relation aux objets. Il parle de réciprocité. Mais il faut aller plus loin, parler du Tu comme de l'altérité radicale qui m'interpelle comme appel au devoir envers lui, et ce malgré les sociétés déshumanisées que décrit un Vassili Grossman.

### Préface àUtopie et socialismede Martin Buber, 1977
Buber situe le socialisme utopique comme une disjonction social/politique. Le politique, favorisé par l'idée d'État d'Hegel, est devenu oppressif et il faut favoriser les cellules sociales (les soviets dans le léninisme), décentraliser et réduire le rôle de l'État, en un mot favoriser le dialogue: en cela l'œuvre de Buber est un prolongement de son œuvre anthropologique centrée sur le Je et le Tu.

### «Interdits de la représentation et «droits de l'homme»», 1984
L'interdiction de représenter le visage naît de ce que, « dans l'image, la pensée accède au visage d'autrui réduit à des formes plastiques » (p130) éludant l'échange de la confrontation à un visage réel. Plus généralement, elle est une mise en question du « privilège exclusif que la culture occidentale aurait conféré à la conscience et à la science » (p. 132-133).
Les droits de l'homme ne sont pas nés d'une société idéale, abstraite où chaque homme n'aurait qu'une valeur statistique, utilitaire (Zuhandenheit « ustensilité » chez Heidegger) : elles découlent de la confrontation des visages.

### «Paix et proximité», 1984
Texte court aux nombreux accents lyriques.
L'Europe est en paix par volonté de vivre dans un rapport vrai et en union, mais est accablée par sa mauvaise conscience: peur de commettre la violence, vision des souffrances du monde, etc.
L'état de paix ne doit donc pas être subordonné au Vrai et à l'Un, mais naître de la considération d'autrui, de l'amour du prochain. À la base de la conscience, il y a le sens de la justice, c'est-à-dire la générosité et l'amour du prochain (héritage biblique) tempéré par un ordre raisonnable (héritage grec).

### «Les droits de l'autre homme», 1989
Au principe des Droits de l'homme, le droit à une volonté libre. Mais chacun accepterait-il de limiter ses libertés pour l'autre (« bonne volonté » dans la Raison pratique chez Kant) ? Non, à moins d'admettre que ces droits sont fondés sur la bonté de chacun, un « attachement à l'autre dans son altérité jusqu'à lui accorder une priorité absolue par rapport à soi-même » (p. 155).

### Entretien avec Christian Cabanis, 1982
La mort est l'inconnue, mais dans le visage nu de l'autre, « dans cette relation avec le visage, dans une relation directe avec la mort de l'autre, vous découvrez probablement que la mort de l'autre a priorité sur la vôtre, et sur votre vie » (p. 168). L'autre en question n'est pas un proche ou un être aimé, c'est le premier venu, et de manière archétypique pour Levinas l'inconnu de l'Holocauste.

### Entretien avec Angelo Bianchi, 1985
La découverte du visage de l'autre et le devoir de responsabilité qui en découle a été « une percée dans la croûte de « l'être persévérant dans son être » et soucieux de lui-même » (p. 173), et est ou doit être la source des systèmes judiciaires et politiques. L'oubli de soi est la vocation à la sainteté de chaque homme.

## Éditions
- Altérité et transcendance, introduit par Pierre Hayat, Montpellier, Fata Morgana, coll. Essais, 1995